# Paramarane pulchra
Paramarane pulchra är en fjärilsart som beskrevs av George Thomas Bethune-Baker 1910. Paramarane pulchra ingår i släktet Paramarane och familjen Eupterotidae. Inga underarter finns listade i Catalogue of Life.